# Palais omnisports Marseille Grand Est
Le palais omnisports Marseille Grand Est (POMGE) est un complexe multisports situé dans le 10e arrondissement de Marseille à la Capelette. Ouvert en décembre 2009, il abrite deux patinoires et un skatepark sur 20 700 m2.

## Historique
Le palais omnisports a été entièrement financée par la Ville de Marseille pour un coût de 44,8 millions d'euros. 

## Équipements
L'édifice, de 20 700 m2, abrite :
- une patinoire olympique de 1 800 m2,
- une patinoire ludique de 1 250 m2,
- un skatepark en intérieur.

S'y trouvent également une boutique, un restaurant et des salles de réunion.
L'espace patinoire peut accueillir 5 600 spectateurs lors des évènements qui y sont organisés. Depuis septembre 2024, un écran géant central de 60m², le "cube", est installé au centre de la patinoire, avec un affichage à 360 degrés. 
L'espace skatepark comprend une zone de rampe, une zone de street, un bac à mousse et une table molle et une zone aménageable. Il peut accueillir des activités de patin à roulettes, trottinette freestyle, skate-board et BMX.

## Évènements

### Hockey sur glace

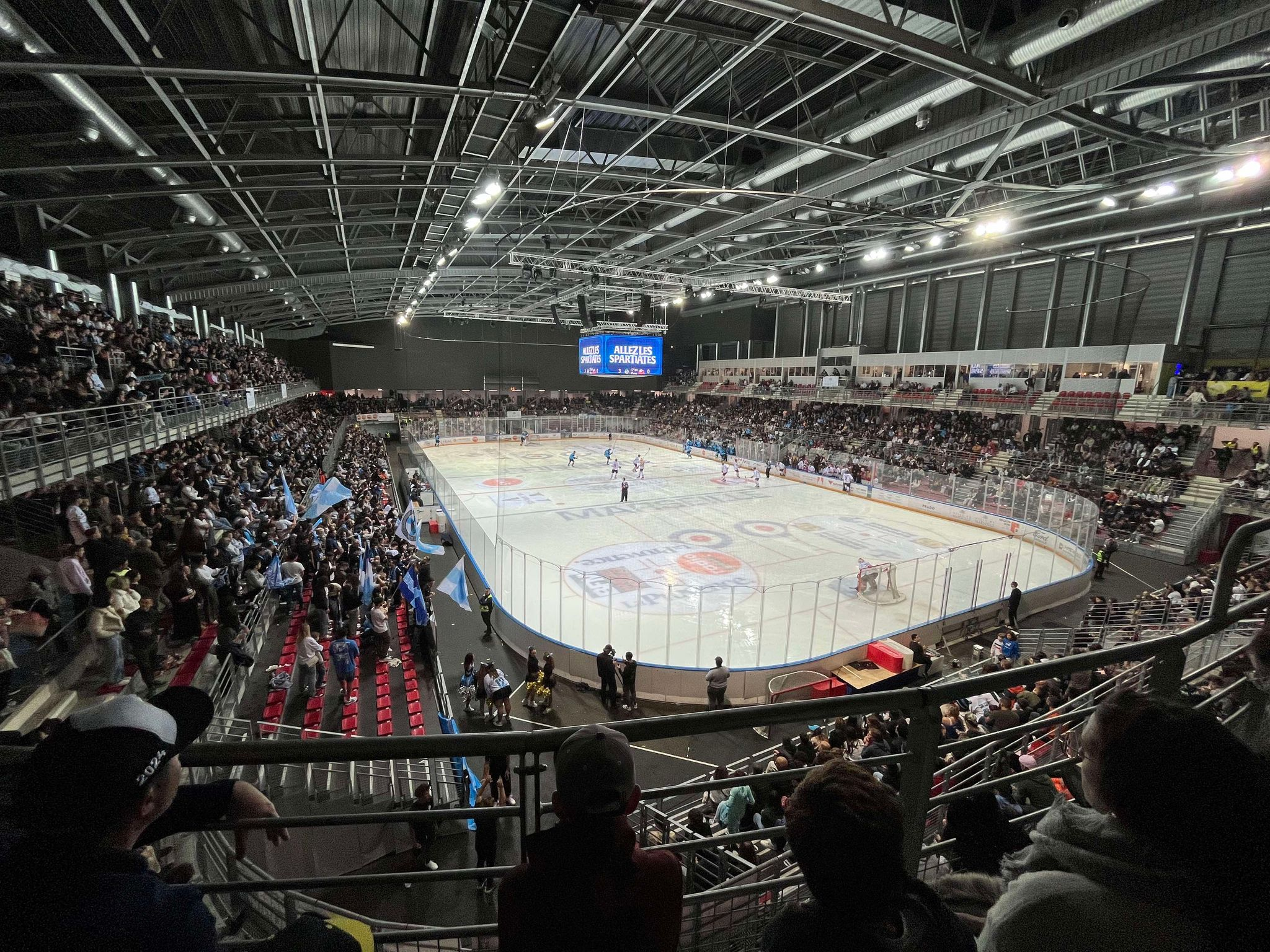
Vue grand angle pour le record d'affluence des Spartiates de Marseille (5604 spectateurs) contre les Aigles de Nice.

Durant la saison 2011-2012 de Ligue Magnus, les Rapaces de Gap ont joué leurs matchs « à domicile » au Palais omnisports Marseille Grand Est car la patinoire Brown-Ferrand de Gap était en travaux.
Depuis 2012, le Marseille Hockey Club s'est installé dans l'enceinte. Le club joue en Ligue Magnus (premier échelon national) depuis la saison 2023-2024.
Le Palais omnisports a également accueilli plusieurs matchs nationaux et internationaux : une rencontre France-Russie, un match France-Norvège des moins de 20 ans et la finale 2015 de la Coupe de France.
Le 12 mars 2022, lors du dernier match de saison régulière de Division 1, le record d'affluence pour un match de hockey sur glace en championnat, à l'exception des deux Winter Game en 2013 au Stade des Alpes et 2016 au Parc OL, a été battu. 5 422 personnes se sont rendues dans l'enceinte du Palais omnisports Marseille Grand Est pour assister au match entre les Spartiates de Marseille et le Épinal Hockey Club. Le 28 janvier 2024, pour leur deuxième match à guichet fermé (après Marseille-Epinal en mars 2022), les Spartiates de Marseille battent les Rapaces de Gap devant 5504 personnes.
Le record d'affluence est battu le mardi 29 octobre 2024 face aux Aigles de Nice, avec 5604 spectateurs, puis le 21 février 2025 contre les Rapaces de Gap avec 5712 spectateurs.

### Patinage artistique
Le Palais omnisports a accueilli les championnats de France 2010 et la finale du Grand Prix ISU 2016-2017.

## Accès
Dès décembre 2025, le Palais omnisports Marseille Grand Est sera desservi par la Ligne 3 du tramway de Marseille.